# Mapo tofu
Il mapo tofu (麻婆豆腐S, mápó dòufuP, ma2-pʻo2 tou4-fuW, lett. "formaggio di soia di donna anziana butterata") è un piatto della cucina cinese originario del Sichuan. Esso consiste in tofu immerso in una salsa piccante, tipicamente una sospensione rossa oleosa e brillante, a base di douban (fave fermentate e pasta di peperoncino) e douchi (fagioli neri fermentati), insieme a carne macinata, tradizionalmente di manzo. Esistono varianti con altri ingredienti come castagne d'acqua, cipolle, altre verdure o funghi orecchio di Giuda. Un resoconto afferma che il piatto esisteva già nel 1254 in un sobborgo di Chengdu, il capoluogo della provincia del Sichuan.

## Storia ed etimologia
La parola "ma" sta per mázi (麻子) che significa "butteri", mentre "po" è la prima sillaba della parola pópo (婆婆) che sta per "donna anziana" o "nonna". Ne consegue che mápó indica una donna anziana dalla faccia butterata.
In Giappone il piatto fu introdotto dallo chef sino-giapponese Chen Kenmin. Suo figlio Chen Kenichi ne incrementò ulteriormente la popolarità grazie al suo programma televisivo Ryōri no Tetsujin (料理の鉄人).

## Caratteristiche
Come gran parte dei piatti sichuanesi, il mapo tofu è piccante. Il suo gusto è spesso descritto dai cuochi per mezzo di sette aggettivi cinesi specifici: má 麻 (intorpidito), là 辣 (piccante), tàng 烫 (bollente), xiān 鲜 (fresco), nèn 嫩 (tenero e morbido) , xiāng 香 (aromatico) e sū 酥 (a fiocchi). Gli ingredienti fondamentali nella sua preparazione sono la pasta di fave al peperoncino della contea di Pixian del Sichuan (郫县豆瓣酱), fagioli neri fermentati, olio piccante, peperoncino (朝天辣椒), pepe del Sichuan, aglio, cipolle verdi e vino di riso. Altri ingredienti includono acqua o brodo, zucchero o amido.